# Focus Home Interactive
Focus Home Interactive är en fransk utgivare av datorspel.

## Ludografi

### 2000
- - Sudden Strike (Windows) : Distributör

### 2001
- - 3D Games Creator (Windows) : Translator
  - Anarchy Online (Windows) : Distributör
  - Cycling Manager (Windows) : Publicist
  - Sudden Strike Forever (Windows) : Publicist
  - Cossacks: European Wars (Windows) : Distributör

### 2002
- - American Conquest (Windows) : Distributör
  - Cossacks: Back to War (Windows) : Distributör
  - Cycling Manager 2 (Windows) : Publicist
  - eJay Music Director (Windows) : Distributör
  - Sharp Shooter (Windows) : Publicist
  - Virtual Skipper 2 (Windows) : Publicist
  - Nomads : Publicist

### 2003
- - Blitzkrieg (Windows) : Distributör
  - Cycling Manager 3 (Windows) : Publicist/Distributör
  - Fire Department (Windows) : Publicist/Distributör
  - Neocron (Windows) : Distributör
  - Runaway: A Road Adventure (Windows) : Publicist
  - Trackmania (Windows) : Publicist
  - Virtual Skipper 3 (Windows) : Publicist

### 2004
- - Beyond Divinity (Windows) : Publicist
  - Chaos League (Windows) : Publicist
  - Codename: Panzers Phase One (Windows) : Distributör
  - Cycling Manager 4 : Season 2004-2005 (Windows) : Publicist
  - Fire Department 2 (Windows) : Distributör
  - Gang Land (Windows) : Distributör
  - Medieval Lords (Windows) : Distributör
  - Pro Rugby Manager 2004 (Windows) : Publicist
  - The Westerner (Windows) : Publicist
  - Trackmania: Power Up ! (Windows) : Publicist

### 2005
- - Bet on Soldier (Windows) : Publicist
  - Chaos League: Sudden Death (Windows) : Publicist
  - Cossacks II: Napoleonic Wars (Windows) : Distributör
  - Freedom Force vs. The Third Reich (Windows) : Publicist
  - Pro Rugby Manager 2005 (Windows) : Publicist
  - Pro Cycling Manager (Windows) : Publicist
  - TrackMania: Speed Up! (Windows) : Publicist
  - TrackMania Sunrise (Windows) : Publicist
  - TrackMania Original (Windows) : Publicist
  - TrackMania Sunrise: eXtreme! (Windows) : Publicist
  - Virtual Skipper 4 (Windows) : Publicist

### 2006
- - City Life (Windows) : Distributör
  - FPS creator (Windows) : Publicist
  - Fire Department 3 (Windows) : Publicist
  - Heroes of Annihilated Empires (Windows) : Distributör
  - Runaway 2: The Dream of The Turtle (Windows, DS, Wii) : Publicist
  - TrackMania Nations (Windows) : Publicist
  - TrackMania United (Windows) : Publicist
  - Call of Juarez (Windows) : Publicist
  - Loki: Heroes of Mythology (Windows) : Publicist
  - Pro Cycling Manager 2006 (Windows): Publicist
  - Silverfall (Windows) : Distributör

### 2007
- - City Life Edition 2008 (Windows) : Publicist
  - Jack Keane (Windows) : Publicist
  - Loki: Heroes of Mythology (Windows) : Publicist
  - Pro Cycling Manager 2007 (Windows): Publicist
  - Sherlock Holmes versus Arsène Lupin (Windows) : Publicist

### 2008
- - A Vampyre Story (Windows) : Publicist
  - Avencast: Rise of the Mage (Windows) : Publicist
  - City Life (DS) : Publicist
  - Dracula: Origin (Windows) : Publicist
  - Last King of Africa (DS) : Publicist
  - Pro Cycling Manager 2008 (Windows, PSP) : Publicist
  - Sherlock Holmes: The Awakened (Windows) : Publicist
  - Silverfall: Earth Awakening (Windows) : Publicist
  - TrackMania DS (Nintendo DS) : Publicist
  - TrackMania Nations Forever (Windows) : Publicist
  - TrackMania United Forever (Windows) : Publicist
  - Virtual Skipper 5 (Windows : Publicist

### 2009
- - Blood Bowl (Windows, DS, Xbox 360, PSP) : Publicist
  - Dungeon Raiders (DS) : Publicist[1]
  - Runaway 3: A Twist of Fate (Windows, DS)
  - Sherlock Holmes versus Jack the Ripper (Windows, Xbox 360, Nintendo DS) : Publicist[2][3]
  - Pro Cycling Manager 2009 (Windows, PSP) : Publicist
  - Ceville (Windows) : Publicist
  - TrackMania United Forever 2010 Edition (Windows) : Publicist

### 2010
- - Cities XL 2011 (Windows) : Distributör[4]